# 21695 Hannahwolf
21695 Hannahwolf este un asteroid din centura principală de asteroizi.

## Descriere
21695 Hannahwolf este un asteroid din centura principală de asteroizi. A fost descoperit pe 7 septembrie 1999 la Socorro, New Mexico, în cadrul proiectului LINEAR. Asteroidul prezintă o orbită caracterizată de o semiaxă mare de 2,44 ua, o excentricitate de 0,22 și o înclinație de 3,3° în raport cu ecliptica.